# Ostedes subrufipennis
Ostedes subrufipennis là một loài bọ cánh cứng trong họ Cerambycidae.